# Andesflamingo
De andesflamingo (Phoenicoparrus andinus) is een vogelsoort uit de familie van de flamingo's. Deze flamingosoort is nauw verwant aan de kleinere James' flamingo uit hetzelfde geslacht. Het is een kwetsbare vogelsoort die voorkomt in de Andes.

## Kenmerken
De vogel is 102 tot 110 cm lang. Het is een grote flamingosoort die grotendeels bleekroze is gekleurd, van boven wat donkerder, meer wijnrood van kleur. Deze flamingo verschilt van andere soorten door de opvallend goed zichtbare zwarte handpennen die als een zwarte driehoek zichtbaar blijven als de vogel staat. Andere soorten hebben ook zwarte vleugelveren, maar die zijn bij staande vogels minder opvallend zichtbaar. Verder is dit de enige soort flamingo met gele poten.

## Verspreiding en leefgebied
Deze soort komt voor in het Andesgebergte in Zuid-Peru, West-Bolivia, Noord-Chili en Noordwest-Argentinië.  Het leefgebied bestaat uit licht zouthoudende bergmeren op een hoogte tussen 2300 en 4500 m boven zeeniveau.

## Status
De grootte van de populatie werd omstreeks 1985 geschat op 50 tot 100 duizend individuen en tien jaar later op 34 duizend. De populatie-aantallen namen af door verstoring, bejaging (de veren worden verzameld) en habitatverlies. Het leefgebied werd aangetast door mijnbouwactiviteiten en manipulaties met het waterpeil in de bergmeren. In 2011 werd geconstateerd dat de aantallen tussen 1997 en 2010 stabiel zijn gebleven. Toch staat deze soort als kwetsbaar op de Rode Lijst van de IUCN omdat buiten de beschermde gebieden onder andere bejaging nog steeds plaatsvindt.

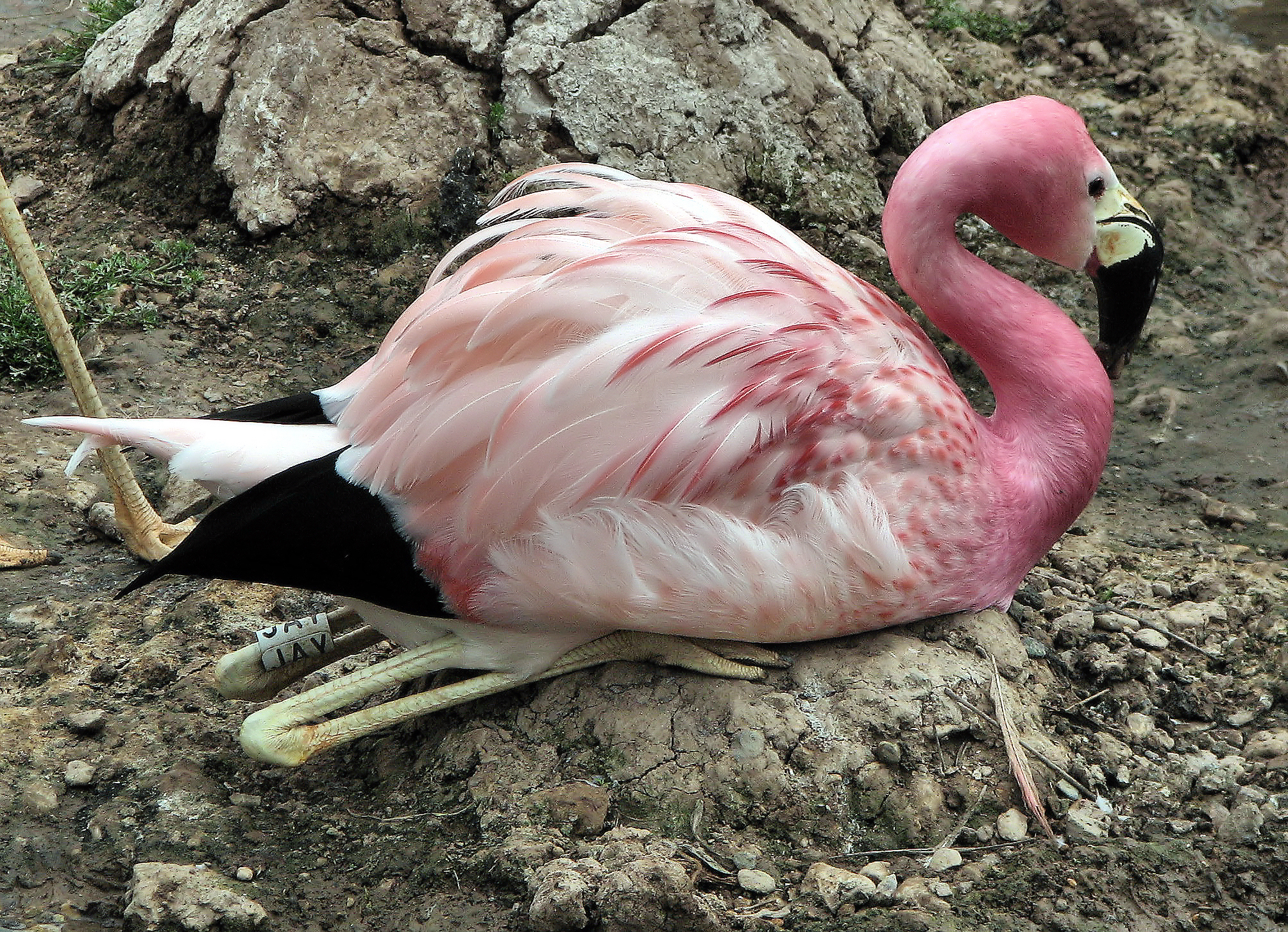
Zittende Andesflamingo